# Правило трећине
Правило трећине је једна од композицијских техника у фотографији и другој визуелној уметности попут сликарства
Према правилу, слика је подељена у девет једнаких делова, и то са две хоризонталне и две вертикалне црте једнако размакнуте. Тиме настају четири пресека у која се обично смешта главни објекат на слици. Оваква композиција слици даје више енергије, интереса и већу напетост, од једноставног смештања објекта у центар, што може деловати монументално, непокретно и евентуално неинтересантно.
Код хоризонта, у правилу трећине он се смешта на горњу или доњу хоризонталну црту.
Дакле, према правилу трећине, за компоновање се користе трећине и пресеци тих трећина.
Правило трећине се јавило око 1845. године, тада примењено у сликарству.

## Пример
Слика на десној страни приказује композицију по правилу трећине. Хоризонт је смештен на доњу хоризонталну црту чиме је фотографија подељена на два дела, земља 1/3 и небо у 2/3. Дрво, као главни објекат, је смештено у једно од пресека, која се називају и енергијске тачке (енгл. power point).